# Hentziectypus
Hentziectypus es un género de arañas de la familia Theridiidae, orden Araneae. Fue descrito por el americano Allan Frost Archer en 1946.

## Especies
- Hentziectypus annus (Levi, 1959)
- Hentziectypus apex (Levi, 1959)
- Hentziectypus conjunctus (Gertsch & Mulaik, 1936)
- Hentziectypus florendidus (Levi, 1959)
- Hentziectypus florens (O. Pickard-Cambridge, 1896)
- Hentziectypus globosus (Hentz, 1850)
- Hentziectypus hermosillo (Levi, 1959)
- Hentziectypus rafaeli (Buckup & Marques, 1991)
- Hentziectypus schullei (Gertsch & Mulaik, 1936)
- Hentziectypus serax (Levi, 1959)
- Hentziectypus tayrona Buckup, Marques & Rodrigues, 2012
- Hentziectypus turquino (Levi, 1959)